# Sàsser
Sàsser (sassarès i italià Sassari; sard Thàthari) és la capital de la província de Sàsser a la Sardenya, actualment una regió autònoma d'Itàlia. La seva població arriba a prop de 130.000 habitants.
Limita amb els municipis de l'Alguer, Muros, l'Olmet, Osilo, Ossi, Port de Torres, Sennori, Sorso, Stintino, Tissi, Uri i Usini.
A la regió es parla el sassarès, forma dialectal itàlica més emparentada amb el toscà, el cors i el català que no pas amb el sard.

## Geografia
És la segona ciutat més important de Sardenya, després de la capital Càller. Està situada al nord-oest de l'illa, a la vall del riu Rosselló, petit afluent del riu Mascari, que corre a 10 kilòmetres de la ciutat de Porto Torres, en una zona de turons que limiten la plana de la Nurra des de l'Alguer fins al golf d'Asinara.
Fora del centre fan també part de la ciutat alguns districtes destacats: Bancali, Li Punti, La Landrigga, Caniga, Campanedda, Ottava, Tottubella, S. Giovanni, Argentiera, Canaglia, La Corte i la Pietraia.

## Història
Fou fundada potser per gent procedent de la colònia romana de Torres, i és coneguda com a nucli de població des de començaments del segle xi. Es va enriquir amb el comerç amb Pisa, i esdevingué la ciutat més important del jutjat de Torres. A la mort del jutge Barisó el 1236 es va organitzar com a municipi autònom sota la potestat de Pisa, però des d'aleshores fou atacada per la República de Gènova. El 1272 la va ocupar el jutge Marià II d'Arborea, i després de la derrota de l'armada de Pisa a la Meloria el 1284 quedà definitivament sota la influència de Gènova, amb la que signà un tractat el 1294 pel qual obtingué la consideració de república i el respecte als seus estatuts, que seran promulgats el 1316.

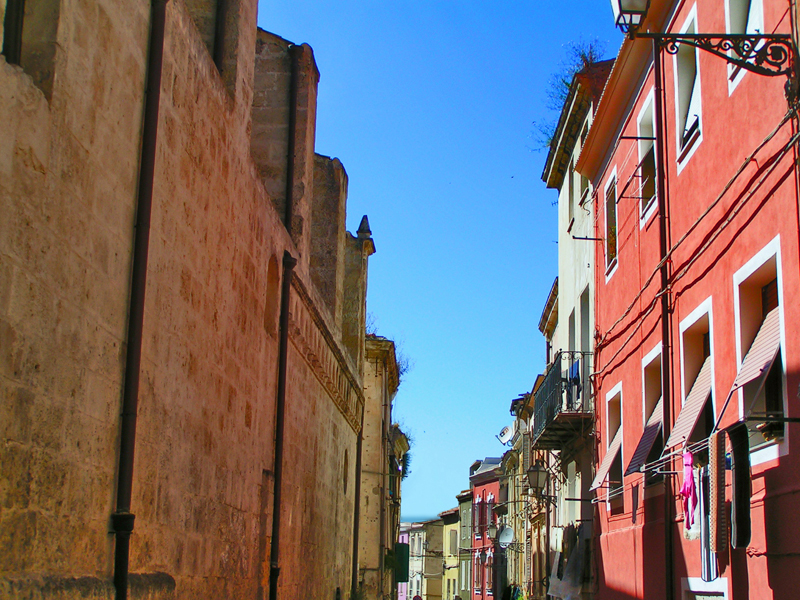
Carrera longa

Quan el futur Alfons III el Benigne inicià la conquesta de Sardenya el 1323, Sàsser li va oferir voluntàriament la seva fidelitat, i ell li confirmà els privilegis. Poc després, però, la ciutat es va rebel·lar a causa del mal govern dels oficials enviats pel rei de la Corona d'Aragó, que no respectaven els drets locals, i sota la instigació genovesa. Els rebels mataren el potestat i es van proclamar la República de Sàsser entre el 1325 i 1326. Un cop sotmesa la ciutat, s'hi va construir un castell, però els habitants es tornaren a rebel·lar el 1329, cosa que provocà una forta repressió amb l'exili dels habitants i la repoblació amb catalans i aragonesos. Els Doria van setjar la ciutat el 1347, però fou alliberada pel jutge Marià IV d'Arborea amb suport aragonès. Els genovesos atacaren la ciutat novament el 1353, però fracassaren.
Des d'aleshores fou capital del Logudor. El 1369 fou ocupada per Marià IV d'Arborea quan es rebel·là contra Pere III el Cerimoniós, i el 1378 l'ocupà el seu fill Hug III d'Arborea, qui li va oferir nous privilegis. Intentaren buscar la protecció de Gènova, però la conquesta de la ciutat el 1391 per Brancaleone Doria, marit de Leonor d'Arborea, ho va impedir i va restar en mans aragoneses. Aleshores fou cedida del vescomte Guillem II de Narbona, qui va renunciar en favor de Ferran I d'Aragó el 1414.
Quan el regne de Castella i la corona d'Aragó es van unir, Sàsser continuà mantenint els estatuts propis. Esdevingué la seu del tribunal de la Inquisició a Sardenya i es va mantenir en pau llevat quan una expedició francesa devastà la ciutat el 1527. Cap al 1720 fou incorporada al Regne del Piemont, qui va oprimir la ciutat amb forts impostos i especulant amb el blat, cosa que provocà dues fortes revoltes antifeudals el 1780 i el 1795, molt durament reprimides. El 1802 es tornà a revoltar amb suport dels francesos que havien ocupat Còrsega. Va romandre des d'aleshores sota la sobirania del Regne del Piemont, fins que el 1847 passà a formar part del Regne d'Itàlia.

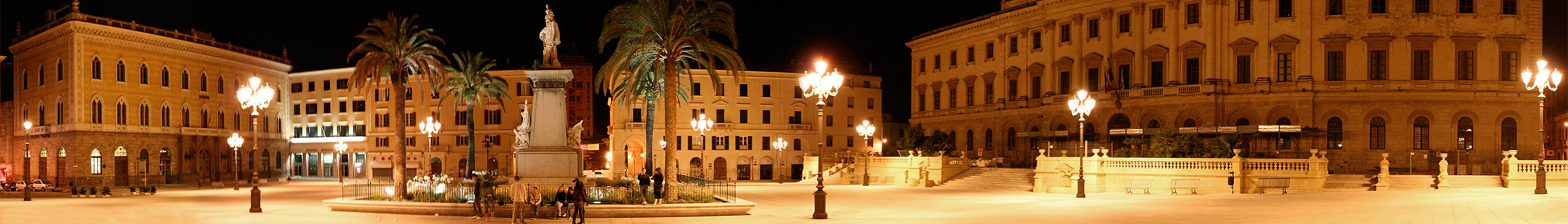
Plaça Italia

## Sassaresos cèlebres
- Francesco Cossiga
- Enrico Berlinguer
- Antonio Segni
- Alessandro Pomè (1851-1934) director d'orquestra i compositor.

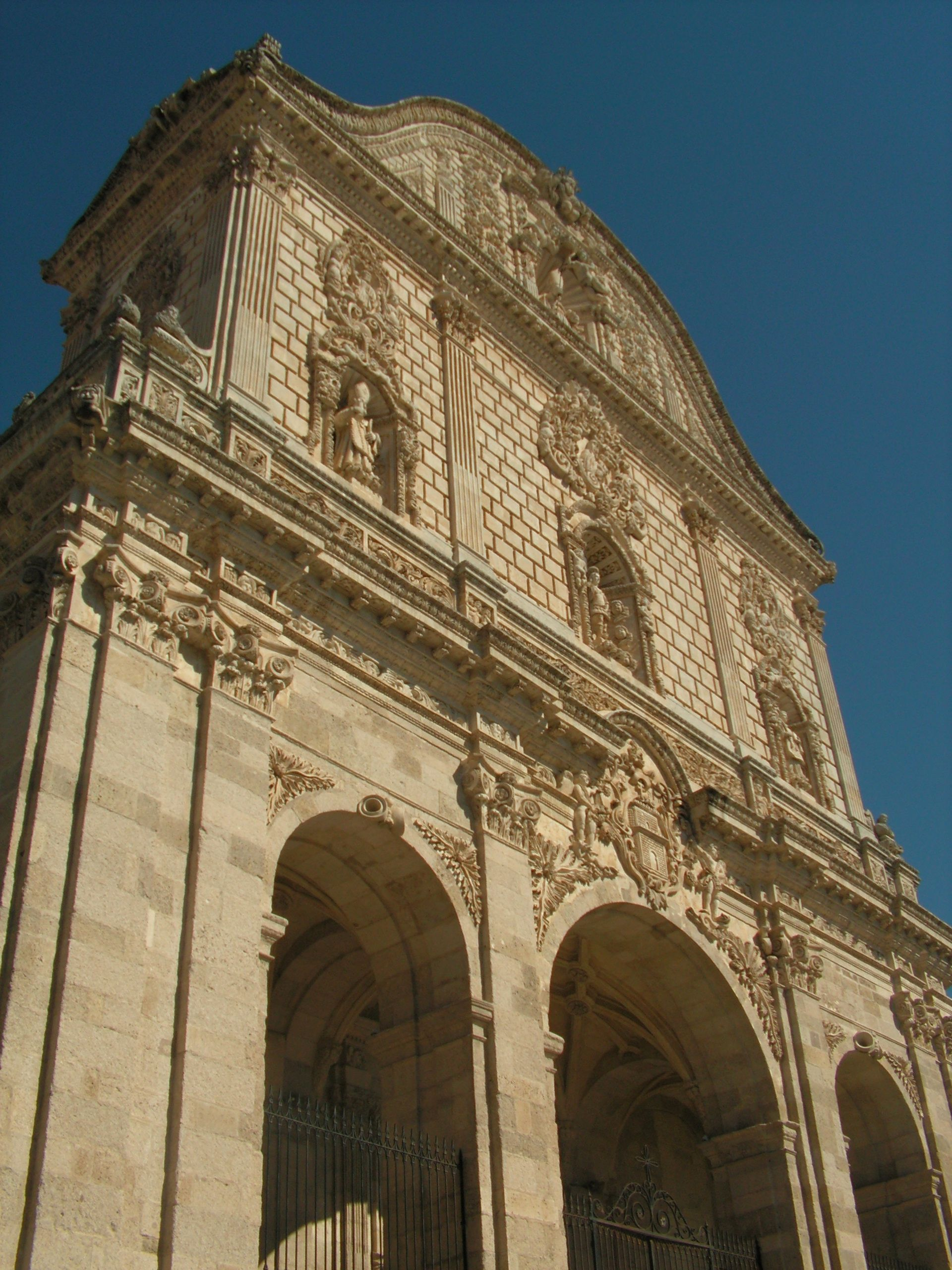
Catedral de Sant Nicolau (Duomo de Sant Nicola)

## Monuments
Entre els edificis més famosos es troben el duomo de Sant Nicola (Catedral de Sant Nicolau), el Palazzo Ducale (Palau Ducal), la fontana del Rosselló i el Museu Sanna .

## Llocs d'interès
- Museu Nacional Sanna
- Pinacoteca Nacional de Sàsser
- Catedral de Sant Nicolau
- Església de Santa Maria de Betlem
- Fontana di Rosello[2]

## Festivitats
A Sàsser les festivitats més conegudes són La Faradda de li Candaleri (14 d'agost) i la Cavalcata Sarda (l'últim diumenge de maig).

## Agermanaments
- Timişoara

folk
- Gubbio
- Viterbo
- Nola
- Palmi
- Napoli
- Campobasso

artístic
- Barcelona

## Consolats
- França